# Xia Jin
Xia Jin è il nome completo di Jin (廑T, JǐnP, trascritto anche Yin Jia, Guang, Xu o Dong Jiang), tredicesimo sovrano dell'antica dinastia Xia
Era figlio di imperatore Xia Jiong. Le cronache degli imperatori riportano che rimase sul trono per 20 anni.
Stando a quanto riportato dagli annali di bambù, quando fu imperatore apparvero inaspettatamente in cielo dieci Soli; anche le cronache esterne di Tong Jian affermano: "dieci soli apparvero simultaneamente, lo stesso anno [l'imperatore] spirò".
Jin non ebbe figli, così divenne imperatore suo cugino (dal lato paterno) Kong Jia.